# Prionotus punctatus
El Prionotus punctatus o sin. Prionotus nudigula es un pez marino denominado comúnmente testolín en la Argentina; cabrinha en Brasil, rubio en Uruguay. Pertenece a la familia de los Triglidae.

## Descripción
Es una especie de forma alargada, de cabeza de gran tamaño cuya punta es aguda y aplastada. Sus aletas superiores e inferiores están conformadas por espinas prominentes que suele utilizar para su defensa frente al ataque de otras especies. También posee un par de aletas pectorales que se asemejan a alas y que le sirven para dar saltos hacia afuera de la superficie del agua. Cuenta, además, con unas rudimentarias extremidades que le permiten desplazarse con gran habilidad por el lecho del mar. Su coloración es de tono castaño oscuro con estrías irisadas y nutrida cantidad de puntos rojizos que abundan en mayor número en su aletas. Su parte inferior es blanca. Su largo es de aproximadamente 28 cm. en las hembras, mientras que los ejemplares machos, que son más pequeños, alcanzan aproximadamente los 24 cm.

## Hábitat
Este pez se suele encontrar, más comúnmente, en fondos arenosos de bancos y a una profundidad de entre 6 a 20 brazas de la superficie. Como se ha expresado anteriormente se los encuentra en el litoral marítimo de Brasil (de Río de Janeiro hacia el sur), Uruguay, y Argentina.

## Propiedades culinarias
Es un pez que no es tan conocido por el común de las amas de casa, por tanto se utiliza menos en la cocina que otras especies. Igualmente los conocedores saben elaborar con él exquisitos platos, pero más se lo emplea en la preparación de sopas y de caldos.
Los platos tradicionalmente elaborados con esta variedad son los siguientes:
- Sopa de testolín.
- Testolín hervido con guarnición de patatas hervidas.
- Al horno - Condimentado con cebolla, hongos, perejil picado, y especias.
- Frito a la marinera.
- A la Marsellesa - Ingredientes: aceite de oliva, ajo, cebolla, tomate, perejil, laurel, rodajas de limón, sal, pimienta, nuez moscada. Todo esto se coloca en una olla junto al testolín previamente trozado; y se le agrega una acorde cantidad de agua junto con unas pizcas de azafrán molido. Se cocina tapado, a fuego muy fuerte, durante 5 minutos aproximadamente. Se sirve seco. Con el caldo resultante se prepara una sopa que se sirve acompañada de rebanadas de pan o pan frito a razón de dos unidades por comensal).